# アリーサ・フレインドリフ
アリーサ・ブルーノヴナ・フレインドリフ（ロシア語: Алиса Бруновна Фрейндлих, ラテン文字転写: Alisa Brunovna Freindlikh, 1934年12月8日 - ）は、ロシアの女優。ソ連人民芸術家。ロシア美術アカデミー名誉会員。

## 人物
ドイツ系ロシア人俳優ブルーノ・フレインドリフを父に持つ。1953年、レニングラード州立演劇音楽映画学校を卒業。以後、ロシア国内の劇団に在籍し、主に舞台女優として活躍。1970年代から90年代にかけ、ソ連映画界において国民的スターとして活躍。2004年には、自身の70歳の誕生日に自宅を訪問したプーチン大統領からロシア連邦国家勲章を授与された。翌2005年にもロシア版アカデミー賞「ニカ賞」（金鷲賞）を受賞するなど、数々の受賞歴がある。

## フィルモグラフィ
- ストーカー Сталкер (1979)
- ロマノフ王朝の最期 Агония (1981)
- 持参金のない娘 Жестокий романс (1984)